# کلیران
کلیران، روستایی در دهستان ابتر بخش مرکزی[فاصله تا شهرستان ایرانشهر ۲۰کیلومتر] شهرستان ایرانشهر در استان سیستان و بلوچستان ایران است.

## جمعیت
بر پایه سرشماری عمومی نفوس و مسکن در سال ۱۳۹۵، جمعیت این روستا برابر با ۳۱۱ نفر (۸۷ خانوار) بوده‌است.